# Elisabetta Dami
Elisabetta Dami (Milano, 1958) è una scrittrice italiana, autrice di libri per ragazzi, nota per essere la creatrice del personaggio Geronimo Stilton.

## Biografia
Figlia dell'editore Piero Dami, fondatore nel 1972 della Dami Editore, a tredici anni ha iniziato a muovere i primi passi nel mondo della narrativa come correttrice di bozze per la casa editrice di famiglia. A diciannove anni realizza i suoi primi racconti.
All'età di 20 anni ha conseguito il brevetto di pilota d'aereo e paracadutista mentre a 23 anni ha affrontato il giro del mondo viaggiando da sola; ha inoltre frequentato un corso di sopravvivenza nel Maine presso la scuola Outward Bound. Fra le altre avventure, ha fatto escursionismo in Nepal, ha scalato il Kilimangiaro, ha corso la maratona '100 km del Sahara' e tre volte la maratona di New York (nel 2002, nel 2003 e nel 2017). È anche stata adottata da due tribù di nativi americani, fra cui il Clan del Lupo dei Cherokee.

### La nascita di Geronimo Stilton

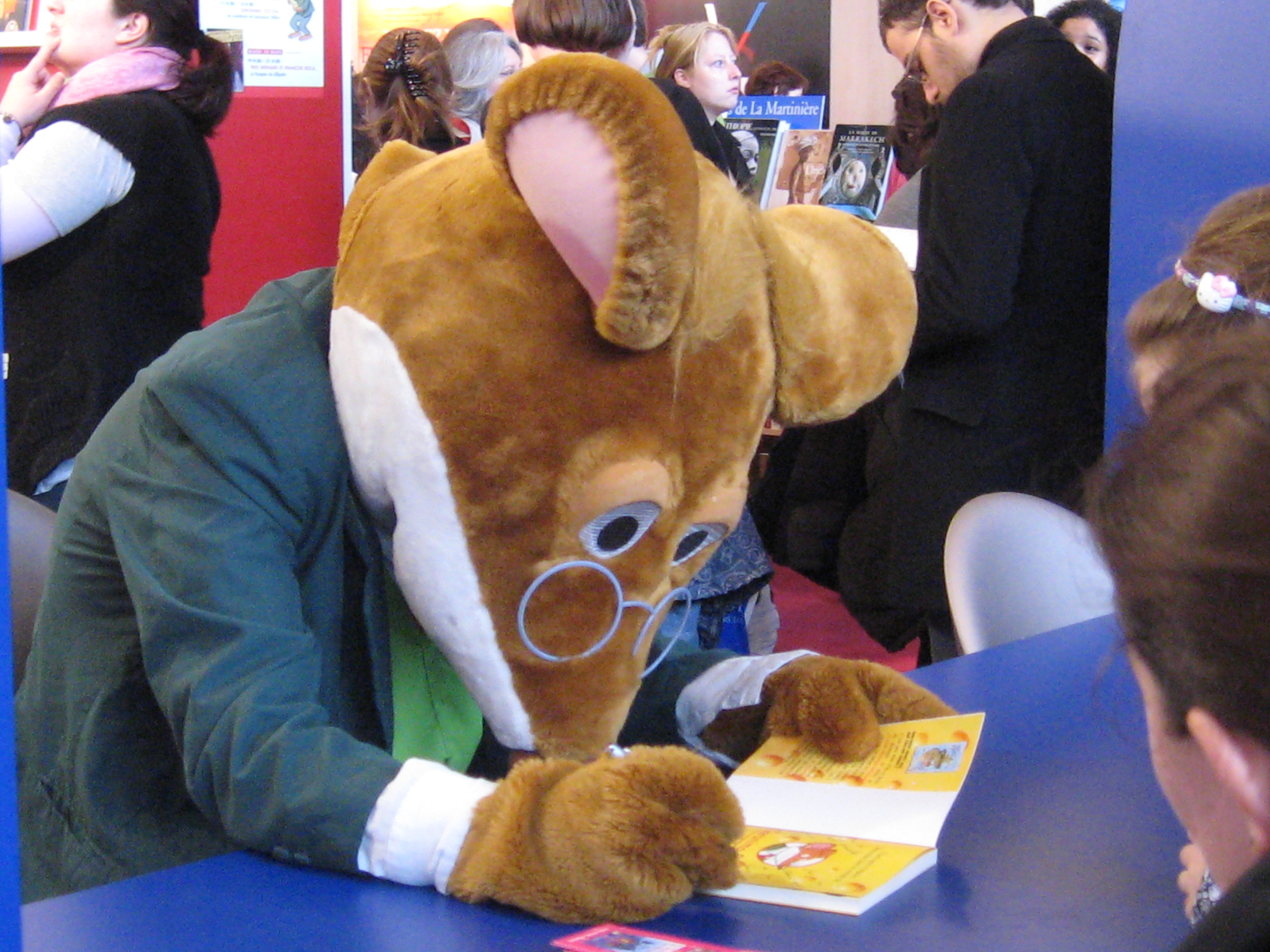
Elisabetta Dami travestita da Geronimo Stilton al salone del libro di Parigi del 2010.

Dall'esperienza di volontariato in un ospedale pediatrico le è nata l'idea di scrivere racconti d'avventura con protagonista un simpatico topo scrittore, Geronimo Stilton, che diventerà un fenomeno editoriale del panorama italiano ed internazionale. Le sue storie sono avventurose, umoristiche, e propongono valori universali come l'amicizia, la pace, il rispetto per la natura.
In un'intervista rilasciata all'ANSA il 24 novembre 2010 dichiarò di aver abbinato il topo come personaggio principale - in quanto animale intelligente, molto simile all'uomo perché impara dalle proprie esperienze - al formaggio inglese stilton, prodotto ancora oggi con le tecniche del 1700. Da allora le storie di Geronimo Stilton, tradotte in 50 lingue, sono state vendute oltre 180 milioni di copie in tutto il mondo.

### Altre attività e riconoscimenti
Nel 2016 ha fondato la Elisabetta Dami Onlus a sostegno di varie organizzazioni e associazioni non-profit con donazioni e progetti creativi che i destinatari possono utilizzare per farsi conoscere e sensibilizzare su attività e temi trattati. La onlus è stata chiusa nel 2019.
Elisabetta Dami fa parte del Consiglio Nazionale WWF Italia, è ambasciatore dell’Antoniano e dello Zecchino d'Oro, e fa parte del Consiglio Permanente di Terre des hommes Italia. Nel 2022 è stata nominata Commendatore della Repubblica tramite decreto del Presidente Sergio Mattarella.

## Opere

### Billo e Billa
- Chi fa i capricci?
- Chi ha paura del buio?
- Si fa… o non si fa?
- Ordine… o disordine?
- Chi dice le bugie?
- Io aiuto in casa!
- Il grande libro del Natale